# Cieplica (skała)

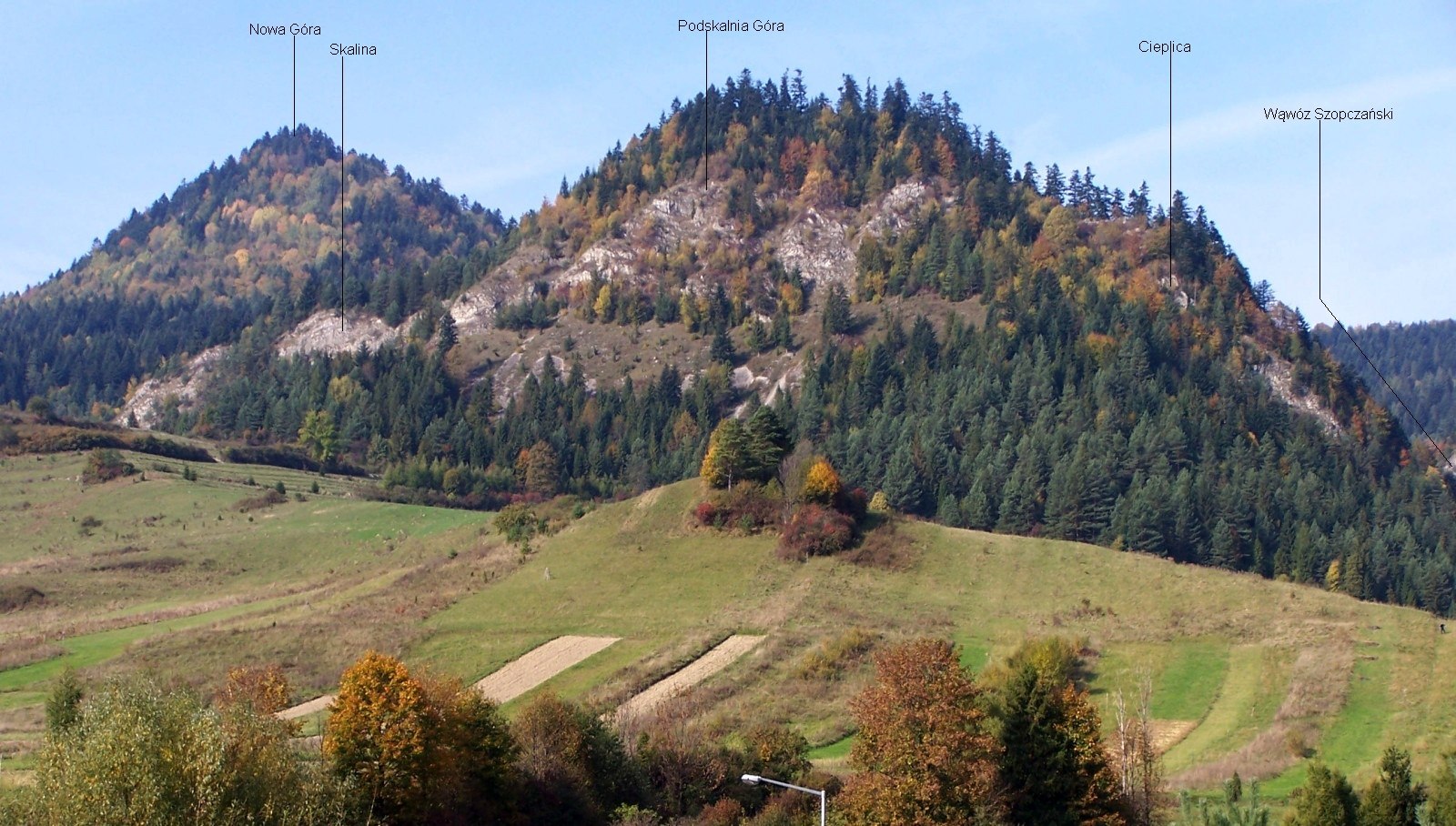

Cieplica – skała w Pieninach Czorsztyńskich należących do Pienin Właściwych. Znajduje się w Sromowcach Niżnych w województwie małopolskim, w powiecie nowotarskim, w gminie Czorsztyn, w Pienińskim Parku Narodowym.
Cieplica znajduje się we wschodnim, opadającym do Wąwozu Szopczańskiego zboczu Podskalniej Góry i wznosi się na wysokość 619 m n.p.m. Zbudowana jest z wapienia. Jej dolna część podsypana jest czarnymi piargami. Miejsce to znajduje się w dolnej, początkowej części Wąwozu Sobczańskiego i nazywane jest przez miejscową ludność Cieplicą, gdyż w tym miejscu śnieg taje najszybciej. Badania Eugeniusza Romera wykazały, że skalny gruz piargów ma temperaturę o 20% wyższą od temperatury ziemi – to skutek tego, że ma ciemną barwę i silniej nagrzewa się od słońca.